# Number One Girl
«Number One Girl» — сингл новозеландско-южнокорейской певицы Розэ (участницы южнокорейской гёрл-группы Blackpink), выпущенный на лейблах The Black Label и Atlantic Records 22 ноября 2024 года в качестве второго сингла из дебютного студийного альбома певицы Rosie (2024). Песня была написана самой певицей вместе с Эми Аллен и продюсерами песни Бруно Марсом, Д’Майлом, Картером Лэнгом, Диланом Уиггинсом и Омером Феди.

## Предыстория и продвижение
18 октября 2024 года Розе выпустила песню «Apt.», совместную работу с американским певцом Бруно Марсом, в качестве лид-сингла со своего предстоящего дебютного студийного альбома. Песня стала коммерчески успешной, достигнув первого места в 19 странах, включая Австралию и Новую Зеландию, а также топ-10 в Великобритании и американском Billboard Hot 100. 19 ноября певица объявила «Number One Girl» вторым синглом в своём Instagram. В сопроводительной надписи она пояснила, что название песни предназначено для её поклонников, которых она называет «номер один». Пост также содержит иллюстрацию, на которой изображена певица, смотрящая вдаль от камеры в белой рубашке с названием песни.

## Композиция
Песня «Number One Girl» была написана Розэ, Эми Аллен, Бруно Марсом, Дернстом Эмилем II, Картером Лангом, Диланом Виггинсом и Омером Феди; продюсерами выступили пятеро последних. Это сентиментальный поп-панк сингл, в котором звучит фортепианная баллада, лирически затрагивающая темы незащищённости и уязвимости в сопровождении мягкого рок-инструментала. Она была написана на следующий день после посещения одного мероприятия, после которого Розэ обнаружила, что просматривает комментарии ненависти в социальных сетях. В интервью I-D magazine она объяснила свои личные чувства, лежащие в основе песни, рассказав, что не могла спать из-за того, что была «одержима тем, что эти люди скажут о ней», а не тем, что она хотела бы, чтобы они сказали о ней. Она также призналась, что чувствует «отвращение» к себе и в результате отрицает свою вину.

## Отзывы
Шахзайб Хуссейн, написавший рецензию для журнала Clash, назвал сингл «песней-факелом», похвалив его как «самый откровенный и выразительный релиз Розэ на сегодняшний день». Габриэль Саулог из Billboard Philippines назвал ее «разрушительным вступительным треком» к альбому, отметив, что эта мощная баллада подчеркивает «золотой голос» Розэ и душераздирающую лирику с ее «объятиями фортепиано-сладких мелодий и грохочущих барабанов». В своей рецензии на альбом для NME Кристал Белл назвала песню «ярким вступлением к альбому, в котором грандиозность К-попа в значительной степени заменена на интимное исполнение песен и эмоциональную откровенность». В своей рецензии на альбом Джефф Бенджамин из Billboard поставил песню на 5-е место, похвалив эмоциональный вокал Розэ и сравнив ее воздействие с песней Оливии Родриго «Drivers License». В рецензии Людовика Хантер-Тилни из Financial Times он назвал песни типа «Number One Girl» «более стильными, но незапоминающимися» по сравнению с «Apt.» и назвал их «балладами в стиле Оливии Родриго».

## Награды и номинации
| Организация        | Год  | Категория    | Результат | Ссылка |
| ------------------ | ---- | ------------ | --------- | ------ |
| Seoul Music Awards | 2025 | Ballad Award | Номинация | [ 17 ] |

## Живое исполнение
Розе впервые исполнила песню в прямом эфире на KBS2 в ночной музыкальной программе The Seasons: Lee Young-ji’s Rainbow в эпизоде, вышедшем в эфир 29 ноября 2024 года.

## Музыкальный видеоклип
В клипе, снятом в стиле ретро-видеокамеры, Розе бродит ночью по улицам Сеула, скейт-парку, смотровой площадке, мосту Джамсу и поёт безымянному возлюбленному. 13 февраля 2025 года вышло ещё одно видео (с подзаголовком «performance video») с участием партнёра, танцующего с Розэ в конце сюжета в дневное время.

## Чарты
| Чарт (2024)                             | Высшая позиция |
| --------------------------------------- | -------------- |
| Австралия New Music Singles (ARIA)      | 61             |
| Канада (Billboard Canadian Hot 100)     | 63             |
| Мир (Billboard Global 200)              | 29             |
| Гонконг (Billboard Hong Kong Songs)     | 3              |
| Индонезия (Billboard)                   | 20             |
| Япония (Billboard Japan)                | 15             |
| Малайзия (Billboard Malaysia Songs)     | 3              |
| Новая Зеландия (RMNZ)                   | 7              |
| Сингапур (RIAS)                         | 4              |
| Республика Корея (Circle Digital Chart) | 17             |
| Республика Корея (Billboard)            | 14             |
| Китайская Республика (Billboard)        | 2              |
| Великобритания (OCC UK Singles)         | 84             |
| США (Billboard Bubbling Under Hot 100)  | 1              |

## Сертификации
| Регион                                                                      | Сертификация | Продажи |
| --------------------------------------------------------------------------- | ------------ | ------- |
| Австралия (ARIA)                                                            | Золотой      | 35 000  |
| Данные о продажах + прослушиваниях приведены только на основе сертификации. |              |         |